# Христос Антониу
Хрѝстос Атанасѝу Антонѝу (на гръцки: Χρήστος Αθανασίου Αντωνίου) е гръцки политик от Коалиция на радикалната левица (СИРИЗА), депутат в Гръцкия парламент от 2015 година.

## Биография
Роден е на 1 март 1954 година в сярското село Елшан (Карпери), Гърция. Завършва икономика в Солунския университет. От 1984 година живее в берското градче Александрия (Гида). Член-учредител е на Стопанската камара на Гърция и три последователни мандата е член на Управителния съвет.
Член основател е на Коалицията на левицата, движенията и екологията и на СИРИЗА. Избран е от СИРИЗА за депутат от избирателен район Иматия на изборите през септември 2015 година.